# Тейлор, Элайза
Элайза Джейн Морли (англ. Eliza Jane Taylor-Cotter; род. 24 октября 1989) — австралийская актриса, известная своей ролью Кларк Гриффин в сериале «Сотня».

## Биография
Элайза Тейлор родилась в Мельбурне. Имеет брата и двух сестёр. Её мать занимается графическим дизайном, а отец — бывший стендап-комик. Училась в школе «Calder High». В подростковом возрасте хотела стать морским биологом.

## Карьера
Элайза начала карьеру в подростковом возрасте с ведущих ролей в австралийских сериалах для семейного просмотра «Пиратские острова» и «Ночная тусовка». В 2005 году она присоединилась к мыльной опере Network Ten «Соседи», где играла роль Джанай Тимминс вплоть до 2008 года. После ухода из сериала Тейлор отправилась в Великобританию, где сыграла главную роль в постановке «Белоснежка».
В начале 2013 года Тейлор, не имея опыта работы в США, получила ведущую роль в постапокалиптическом сериале The CW «Сотня». Эту роль она получила без фактического прослушивания, просто отправив своё видео-резюме продюсерам. Премьера состоялась 19 марта 2014 года.
В 2016 году стало известно, что Элайза получила роль Кэт Картер в фильме «Thumper», вместе с Даниэлем Уэббером.

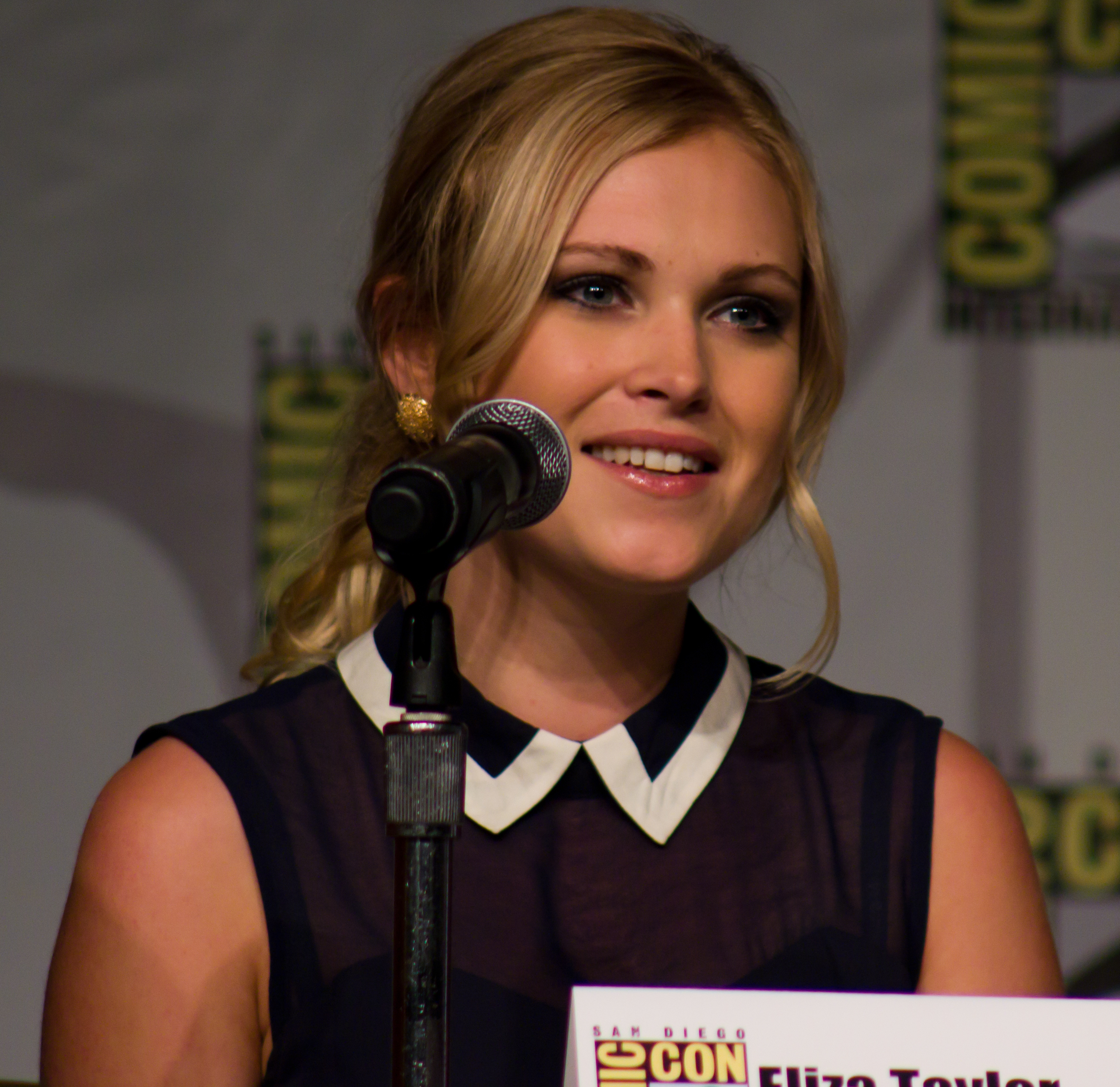
Тэйлор на San Diego Comic-Con International, июль 2013.

## Личная жизнь
Элайза и её подруга Клэр Уиндэм вместе открыли некоммерческую Таускую Международную начальную школу на острове Тау, Таиланд.
7 июня 2019 года Тейлор объявила, что она тайно вышла замуж за своего актёра-коллегу по телесериалу «Сотня» Боба Морли. 7 февраля 2022 года Элайза сообщила о своей беременности.
18 марта 2022 года она родила. Сына назвали Генри.

## Фильмография

### Телевидение
| Год         | Название на русском | Название на английском     | Роль            | Примечания                                                            |
| ----------- | ------------------- | -------------------------- | --------------- | --------------------------------------------------------------------- |
| 2003        | Пиратские острова   | Pirate Islands             | Сара Реддинг    | Регулярная роль, 26 эпизодов                                          |
| 2003        | Ночная тусовка      | The Sleepover Club         | Рози Картрайт   | Регулярная роль, 26 эпизодов                                          |
| 2004        | Блу хилеры          | Blue Heelers               | Татум О `Хара   | Эпизод: «Cast the First Stone»                                        |
| 2006        | Большая волна       | Blue Water High            | Хайди Ли        | Эпизод: «2.9»                                                         |
| 2005 — 2008 | Соседи              | Neighbours                 | Джанай Тимминс  | Регулярная роль, 158 эпизодов. С 4 апреля 2005 по 8 февраля 2008 года |
| 2008        | На грани            | Rush                       | Мэдисон Юм      | Эпизод: «1.8»                                                         |
| 2009        | В гости к Рафтерсам | Packed to the Rafters      | Керри           | Эпизод: «Losing the Touch»                                            |
| 2009        | Все святые          | All Saints                 | Карли Спэлдинг  | Эпизод: «The Two of Us»                                               |
| 2010        | Отдел убийств       | City Homicide              | Мелисса Стэндиш | Эпизод: «Last Seen»                                                   |
| 2012        |                     | Howzat! Kerry Packer’s War | Ронда           | Эпизод: «1.2»                                                         |
| 2013        | Уборщики            | Mr & Mrs Murder            | Сара            | Эпизод: «Little Boxes»                                                |
| 2013        | Никита              | Nikita                     | Репортёр        | Эпизод: «Wanted», камео                                               |
| 2014 — 2020 | Сотня               | The 100                    | Кларк Гриффин   | Регулярная роль                                                       |
| 2023        | Квантовый скачок    | Quantum Leap               | Ханна Карсон    | Регулярная роль (6 эпизодов)                                          |

### Фильмы
| Год  | Название на русском     | Название на английском | Роль                     | Примечания             |
| ---- | ----------------------- | ---------------------- | ------------------------ | ---------------------- |
| 2009 | Автоматическая стирка   | The Laundromat         | Эми                      | короткометражный фильм |
| 2012 | 6 сюжетов               | 6 Plots                | Эми Чаллис               |                        |
| 2013 | Патрик                  | Patrick                | медсестра Мария Пэникейл |                        |
| 2013 | Натуральное             | Natural                | женщина                  | короткометражный фильм |
| 2013 | Самолеты                | Planes                 | Мария                    | короткометражный фильм |
| 2014 | Человек ноября          | November Man           | Сара                     |                        |
| 2017 | Явная ложь              | Thumper                | Кэт Картер               |                        |
| 2017 | Рождественское наследие | Christmas Inheritance  | Эллен Лэнгфорд           |                        |

## Номинации
| Год  | Премия                | Категория                                              | Номинант | Результат | Примечание                       |
| ---- | --------------------- | ------------------------------------------------------ | -------- | --------- | -------------------------------- |
| 2007 | Inside Soap Awards    | Лучшая женская роль                                    | Соседи   | Номинация | [ 12 ]                           |
| 2007 | All About Soap Awards | Свадебное потрясение (вместе с Кайлом Маршем)          | Соседи   | Номинация | [ источник не указан 2890 дней ] |
| 2008 | Inside Soap Awards    | Самая сексуальная женщина                              | Соседи   | Номинация | [ 13 ]                           |
| 2015 | Teen Choice Awards    | Choice TV актриса в жанре фэнтези / научная фантастика | 100      | Номинация | [ 14 ]                           |
| 2016 | Teen Choice Awards    | Choice TV актриса в жанре фэнтези / научная фантастика | 100      | Номинация | [ 15 ]                           |
| 2016 | Teen Choice Awards    | Choice TV: Chemistry (вместе с Бобом Морли)            | 100      | Номинация | [ 16 ]                           |
| 2017 | Teen Choice Awards    | Choice TV актриса в жанре фэнтези / научная фантастика | 100      | Номинация | [ 17 ]                           |
| 2017 | Teen Choice Awards    | Choice TV: Chemistry (вместе с Бобом Морли)            | 100      | Номинация |                                  |
| 2018 | Teen Choice Awards    | Choice TV актриса в жанре фэнтези / научная фантастика | 100      | Номинация | [ 18 ]                           |